# 1946 في تونس
فيما يلي قوائم الأحداث التي وقعت خلال عام 1946 في تونس.